# Profeten Elias kyrka, Jaroslavl
Profeten Elias kyrka (ryska: Церковь Илии Пророка; translitteration: Tserkov Ilii Proroka) är en rysk-ortodox kyrkobyggnad belägen i staden Jaroslavl, i Jaroslavl oblast, i den europeiska delen av Ryssland.
Kyrkan är helgad åt den israelitiske profeten Elia och tillhör Jaroslavls stift.

## Historik
Profeten Elias kyrka i Jaroslavl började att byggas år 1647 och stod klar 1650, då den invigdes den 16 juni.
1896 byggdes kyrkans staket enligt en ritning av A. I. Pavlinov. Mellan 1899 och 1904 genomgick kyrkan renoveringar.
Under sovjettiden räddades kyrkan från att stängas ned. Efter andra världskriget har kyrkan restaurerats, vilket gjorde att den fick återinvigas 1989.

## Kyrkan
- Kyrkan är byggd i bysantinsk stil.[5][6]
- Inuti finns det en krypta och en övervåning.[2]
- Interiören målades under 1680 av 15 målare.[4][7]

## Bilder

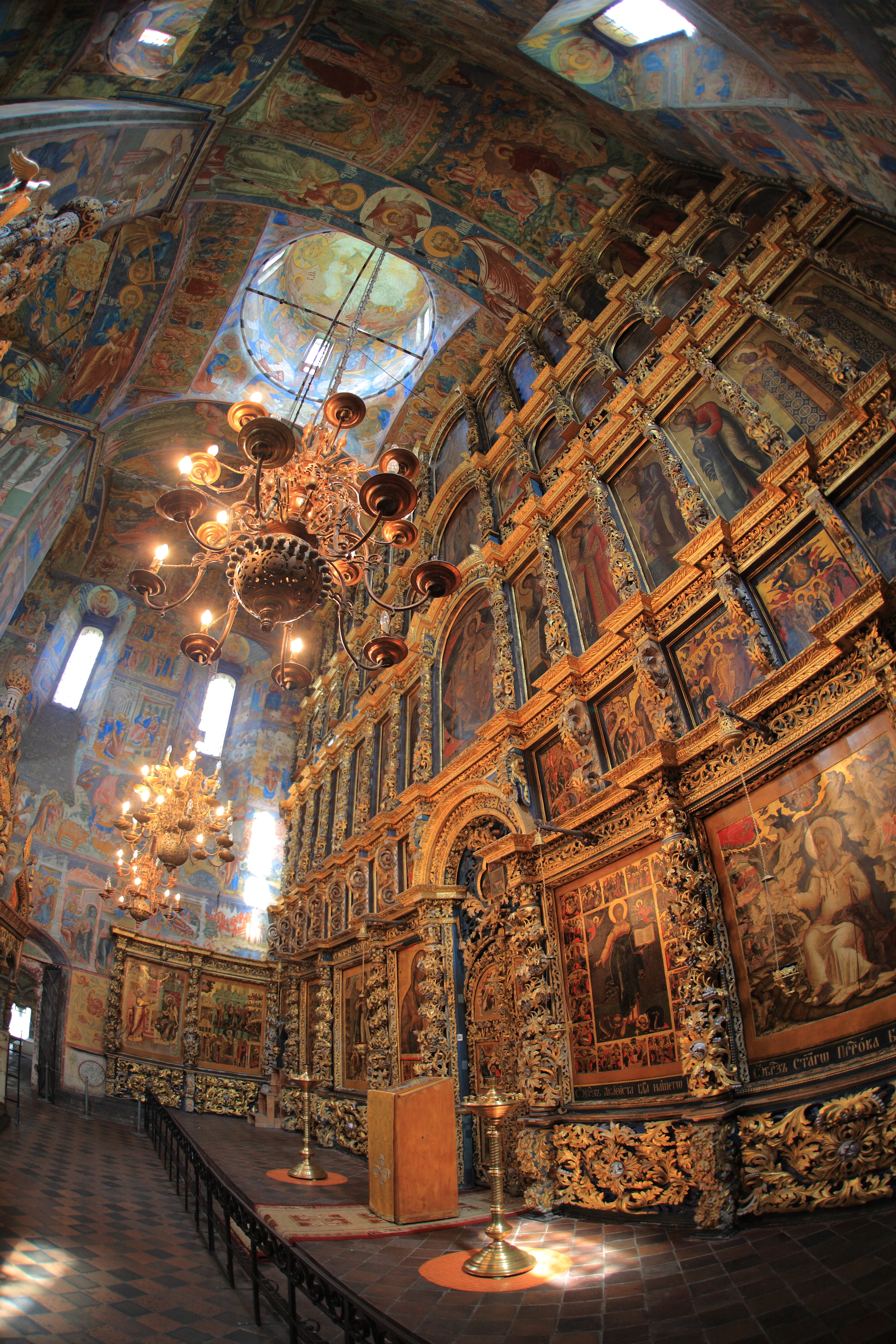
Kyrkans interiör mot ikonostasen (övervåningen).
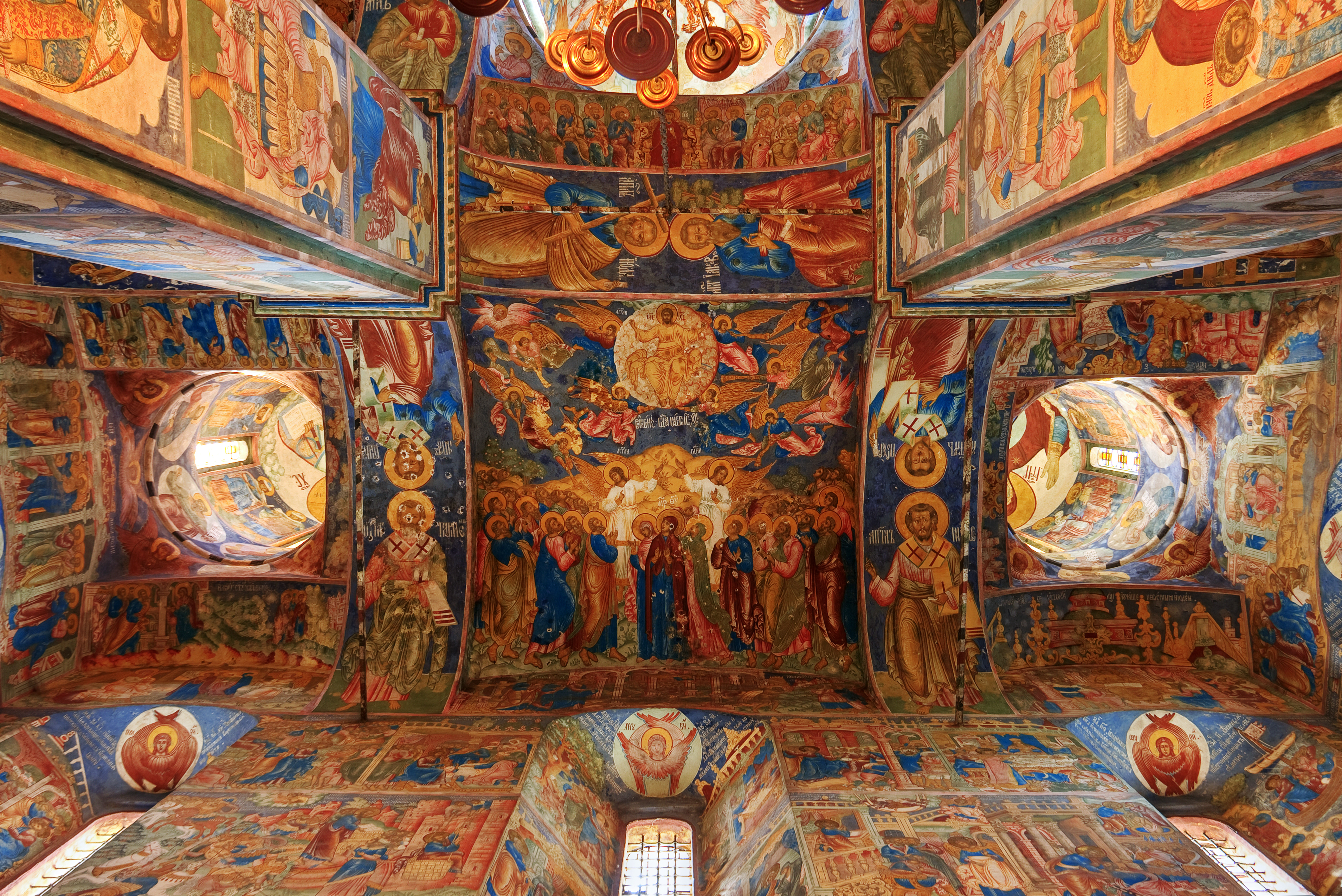
Interiören mot taket (övervåningen).
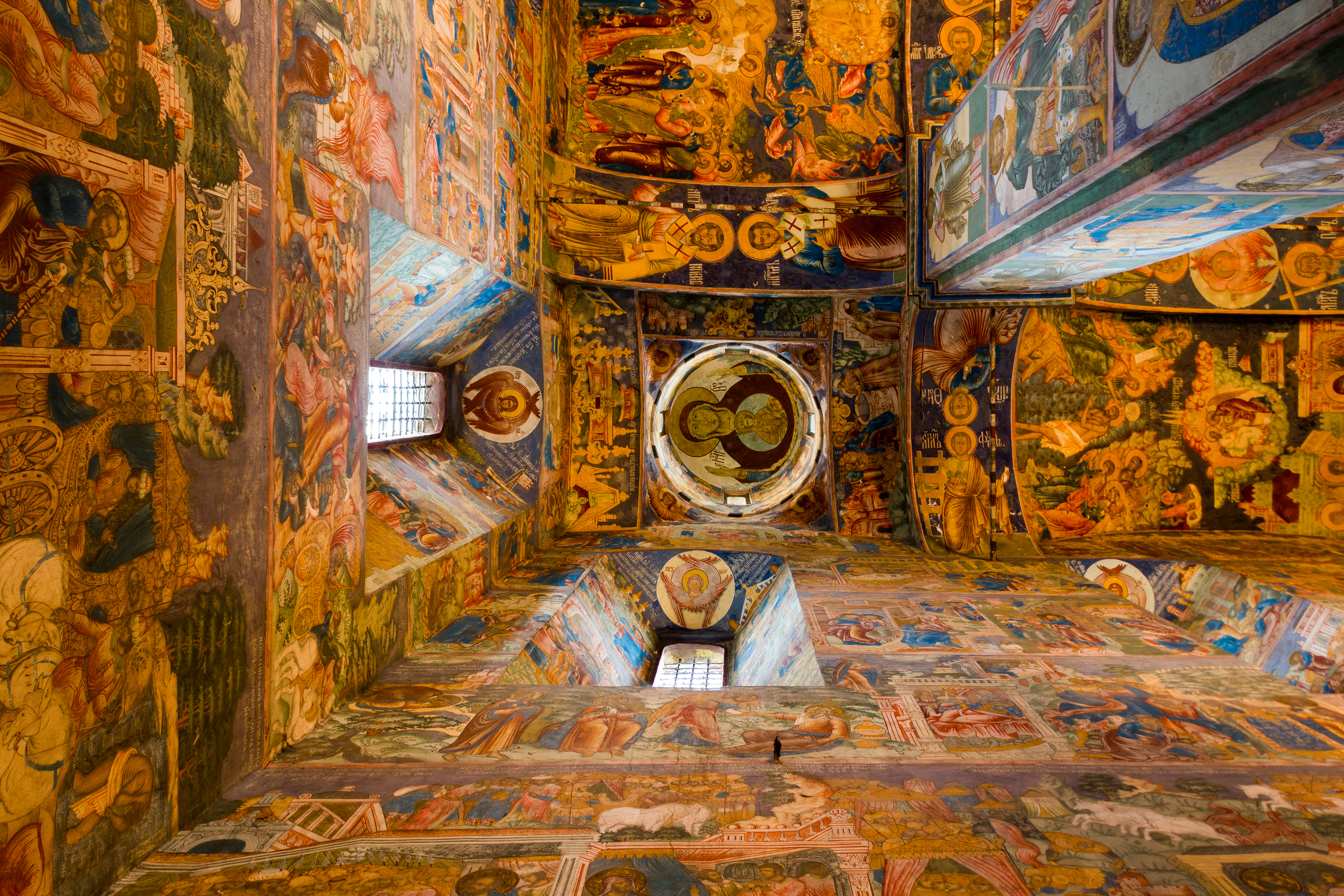
Interiören mot taket (övervåningen).
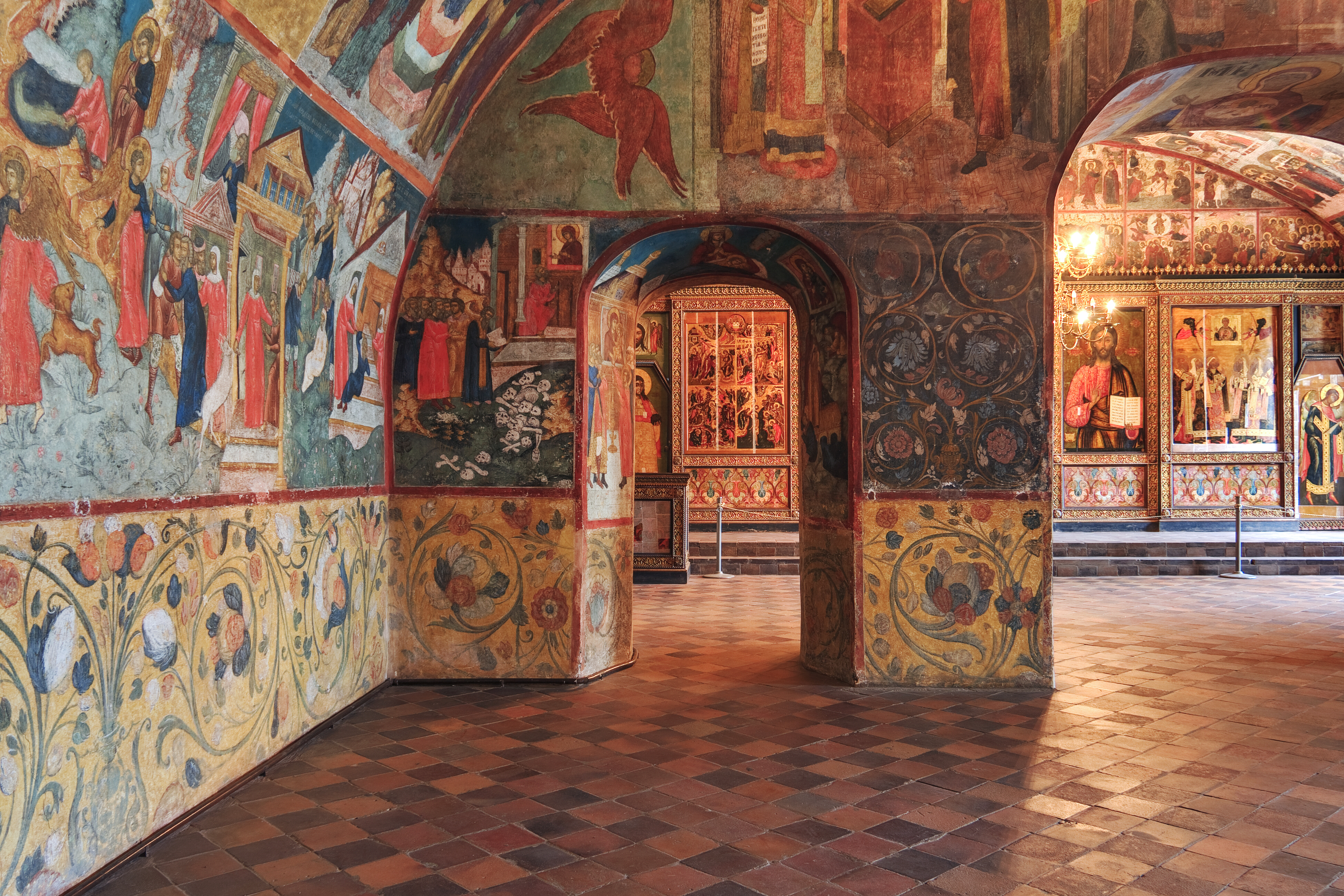
Interiören mot ikonostasen (kryptan).
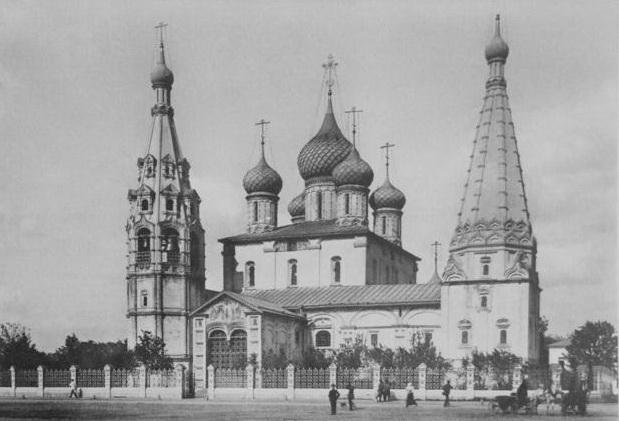
Bild på kyrkan från år 1915.